# Al filo del agua
Al filo del agua es una novela del escritor mexicano Agustín Yáñez publicada en 1947, considerada dentro del género de la novela de la revolución y ambientada entre la Cuaresma de 1909 y noviembre de 1910, alrededor del estallido de la Revolución Mexicana.
Al filo del agua está considerada, junto a Pedro Páramo de Juan Rulfo, Los de abajo de Mariano Azuela y La muerte de Artemio Cruz de Carlos Fuentes, como una de las mejores novelas mexicanas del siglo XX. Se ubica en un pueblo de Jalisco, en vísperas de la Revolución y presenta una serie de acciones simultáneas y relacionadas que muestran la vida cotidiana en el lugar y la manera en que esta se ve alterada por el movimiento armado.

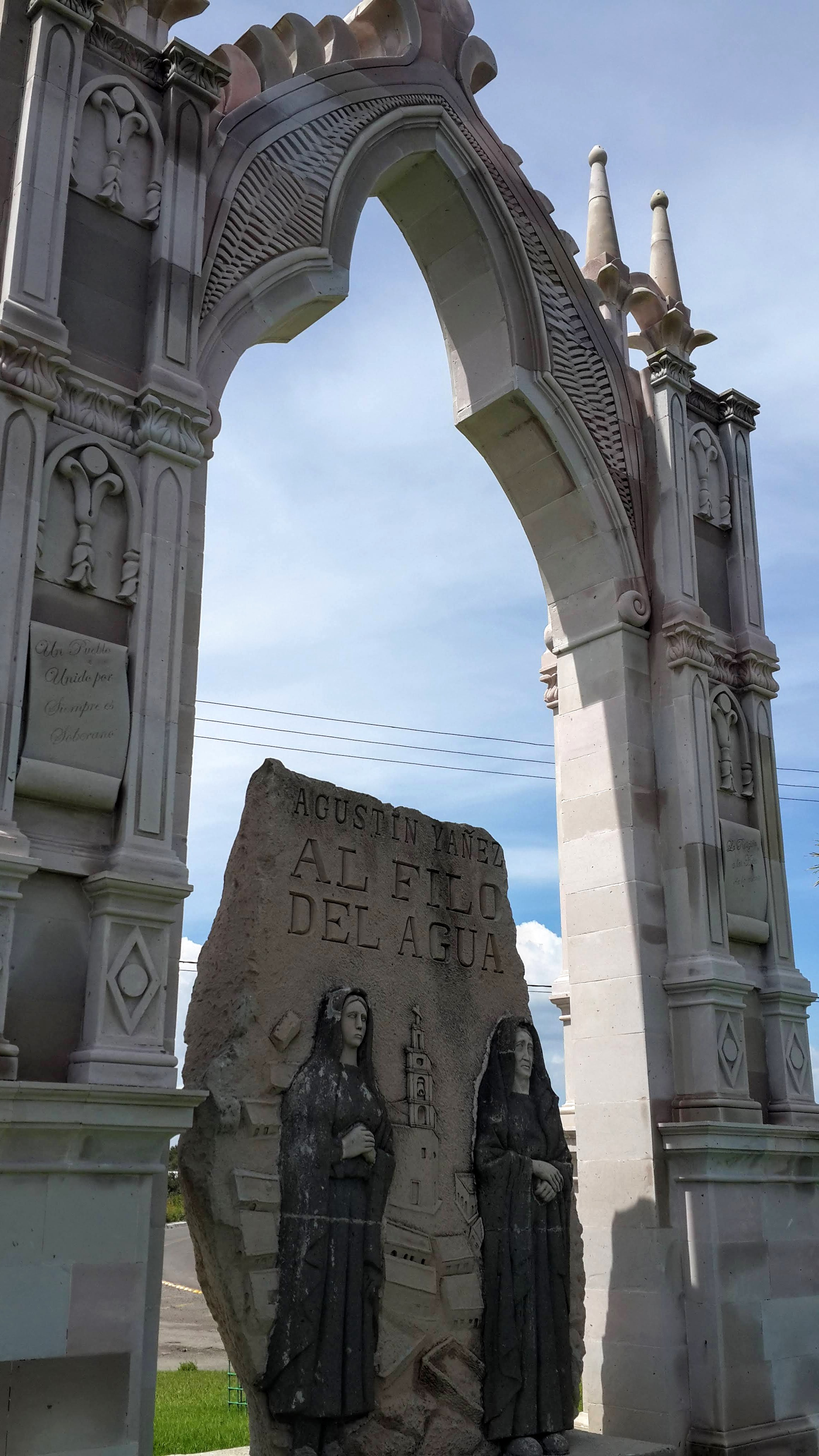
Memorial para al "Al filo del agua" en Yahualica, Jalisco

El proceso de divulgación de esta novela, la primera del escritor jalisciense, se efectúa pausada y gradualmente. La primera edición aparece en 1947, ilustrada por Julio Prieto, con pie de imprenta de la Editorial Porrúa. Ocho años más tarde, en 1955, se imprime la segunda edición, con prólogo de Antonio Castro Leal para integrarse, con el número setenta y dos, a la colección "Escritores mexicanos" de la misma editorial. En 1962 se publica la tercera edición. El número de ejemplares que aparecen en estas tres ediciones es impreciso, pues los colofones de las primeras dos no indican el número de ejemplares tirados, y solamente la tercera señala un tiraje de 3,000.  
Ha sido traducida al inglés, por la Universidad de Texas, al francés y al polaco.

## Recepción y crítica
Al filo del agua, ha subrayado la crítica, es una novela que marca nuevas tendencias y lineamientos para la literatura narrativa mexicana; ha sido designada: parteaguas, hito, obra maestra, novela fundacional, relato innovador, principio de la novela contemporánea en México, etcétera. En fin, ha sido objeto de innumerables nominaciones y reconocimientos que le otorgan un lugar preponderante y representativo entre las mejores novelas mexicanas e hispanoamericanas del siglo XX. 

Entre las críticas más entusiastas contamos con la de John S. Brushwood quien, en México en su novela, la elige como documento clave para estructurar su ensayo; con el análisis de esta narración inicia sus amplias reflexiones sobre la novela mexicana y también con ella, con un sucinto epílogo, las cierra. Este crítico destaca preferentemente el carácter nacional y las novedades formales de esta obra. Enumera, además, otros aspectos que contribuyen a definir la significación de esta novela:
"Sería injusto decir que Al filo del agua cambió la dirección de la novela. Pero sí señala un hito, encierra las características de una nueva dirección. Incorpora y rebasa la anécdota, el costumbrismo, la protesta social, el calculado esteticismo presentes en novelas anteriores, aunque casi nunca en combinación. Y alcanza un grado de interiorización que es raro encontrar en la prosa mexicana anterior."
A esa consdieración, elogio de primer orden, se suman diferentes referencias de Emmanuel Carballo, sin duda el más fiel y constante panegirista de esta novela, cuyos comentarios insisten reiteradamente en valorar esta narración como una indiscutible obra maestra: 
"Al filo del agua es la novela más armónica escrita en México en lo que va del siglo XX. La historia de hombres y mujeres que confunden la religión con el fanatismo, la virtud con la muerte del deseo y el pecado con la vida común y corriente... El estilo, la estructura, la creación de personajes, la atmósfera en que se desarrollan los hechos son perfectos." (El subrayado es del autor).
Sus juicios y comentarios se repiten en diversos momentos y en diferentes documentos donde sostiene la apreciación inicial de considerar a esta como una obra de excepcionales méritos y de indiscutible calidad. Las opiniones de Emmanuel Carballo se sustentan fundamentalmente en definirla como una novela capaz de completar y de clausurar el ciclo de la Revolución Mexicana que ofrece un impecable balance y testimonio de esta etapa de la historia mexicana.

## Personajes
- María: Sobrina del cura don Dionisio, vive con el anhelo de poder salir de ese pueblo y conocer varias partes del mundo. Todo su conocimiento sobre el exterior lo obtiene mediante periódicos ocultos para los cuales se escabulle de la vista de todos para poder leerlos. Es apasionada y tiene varios ideales románticos, esto se ve reflejado cuando cae enamorada de Gabriel.

- Marta: Sobrina del cura de Don Dionisio y hermana de María; entre ambas, ella es la más responsable, crio y mimó a María, hacía las cuentas para su tío y consejera de su mejor amiga, Merceditas Toledo. Ella jamás ha tenido un interés por el amor, prefiere amar a Dios sobre todo pero hay un interés por los niños y siempre tiene el deseo de criar un hijo.

- Don Timoteo Limón: Hombre del pueblo, siempre pensando en si ha pecado y cada que lo hace se arroja agua bendita y comienza a rezar. Desde la muerte de su esposa había pensado en desposarse de nuevo y veía a varias mujeres del pueblo con interés. Finalmente cae bajo los encantos de Micaela y decide salir con ella, terminando esto con un final trágico al ser asesinado.

- Damián Limón: Hijo de don Timoteo, un muchacho joven que viajó fuera del pueblo hacia “el norte”. Al regresar al pueblo viene con varios ideales de fuera e incluso ve a su país como un lugar atrasado. Muchos lo culpan por la muerte de su madre al haberse ido. La historia de Damián se complica más cuando Micaela lo seduce y él cae enamorado pero a su vez es herido cuando esta comienza a salir con su padre. Estos eventos llevan al personaje a la locura terminando en parricidio y en el asesinato de su amada.

- Micaela Rodríguez: Una muchacha quien desea salir de ese pueblo porque lo ve como un lugar de perdición, amiga de María con quien habla acerca de las maravillas que se encuentran fuera del pueblo. Ante la indignación del pueblo por ser vista como una loca, jura vengarse y comienza a seducir a varias personas del pueblo, entre ellas están Julián, Damián y don Timoteo. Su tragedia inicia cuando lleva a la obsesión a Damián y se va con el padre de este, ante tal traición es asesinada por el hijo.

- Mercedes Toledo: Mejor amiga de Marta y una mujer teme por el amor de un chico llamado Julián. Ante las seducciones de Micaela, Mercedes decide ir por su amado y logra salvarlo. Aunque después de ello, el chico corta con ella y se casa con otra muchacha. Mercedes decide iniciar el camino de soltería y cae en la locura cuando cree que el hijo de Julián nació muerto por su envidia.

- Don Dionisio: Cura del pueblo y una figura poderosa del lugar. Tío de María y Marta, quiere mantener el orden en el pueblo; sin embargo sus métodos de educación no son del todo efectivos y ve como lentamente unos son conducidos a la locura y otros a la perdición.

- Lucas Macías: El viejo del pueblo, encantado de contar muchos relatos a quien guste escucharlo. Dada su vasta experiencia se da cuenta de los cambios ocurridos en el lugar y no se sorprende ante ello, incluso predice en varias ocasiones muchos sucesos. Muere de vejez cuando la Revolución Mexicana llega al pueblo.

## Argumento
La trama se centra en un pueblo de nombre desconocido posiblemente en Jalisco. Se narran sucesos ocurridos en la vida de varios habitantes del lugar. Los eventos ocurridos están ubicados durante la dictadura de Porfirio Díaz, de modo que el pueblo se enfrente a varios cambios ocasionados por el progreso. 
En ese lugar se aprecian varias costumbres muy marcadas, desde ir a ejercicios de encierro donde se flagelan y oran para limpiar sus pecados hasta tener un cierto rechazo hacia los foráneos. Conviven varios personajes en este espacio: don Dionisio, Luis Gonzaga, María, Marta, Micaela, Damián, etc.
La historia comienza cuando cuatro personajes viven varios sucesos en la misma noche. Don Timoteo preocupado por la salud de su esposa, comienza a pensar en la posibilidad de casarse de nuevo cuando ella muera; Leonardo Tovar es despertado otra vez por los espasmos sin cura de su esposa y se preocupa por el futuro de su hijo; Merceditas Toledo recibe una carta de amor de Julián y no se decide si leer la carta o no; finalmente Micaela Rodríguez lloraba sin cesar porque quería regresar a Guadalajara en vez de estar en aquel pueblo. A partir de aquí comienza una serie de conflictos por parte de todo el pueblo.
Después de varios sucesos ocurridos en el pueblo (fiestas, llegadas de extranjeros al pueblo, funerales, un parricidio, personas llevadas a la locura, entre otras) ocurre un evento que cambia el destino del pueblo: estalla la Revolución Mexicana. Todo esto ocurre en el capítulo final, El cometa Halley, y es aquí donde todos los problemas generados y sostenidos por los personajes estallan en un caos y la moral se ve comprometida. Al final de la historia varios personajes escapan del pueblo para unirse al movimiento armado, entre ellos María y Damián, y otros fallecen.